# Владнік
Владнік (рум. Vladnic) — село у повіті Бакеу в Румунії. Входить до складу комуни Парінча.
Село розташоване на відстані 237 км на північ від Бухареста, 21 км на південний схід від Бакеу, 86 км на південний захід від Ясс, 132 км на північний захід від Галаца, 146 км на північний схід від Брашова.

## Населення
За даними перепису населення 2002 року у селі проживали 899 осіб, з них 894 особи (99,4%) румунів.
Рідною мовою назвали:
| Мова      | Кількість осіб | Відсоток |
| --------- | -------------- | -------- |
| румунську | 891            | 99,1%    |
| угорську  | 8              | 0,9%     |